# David Vostell

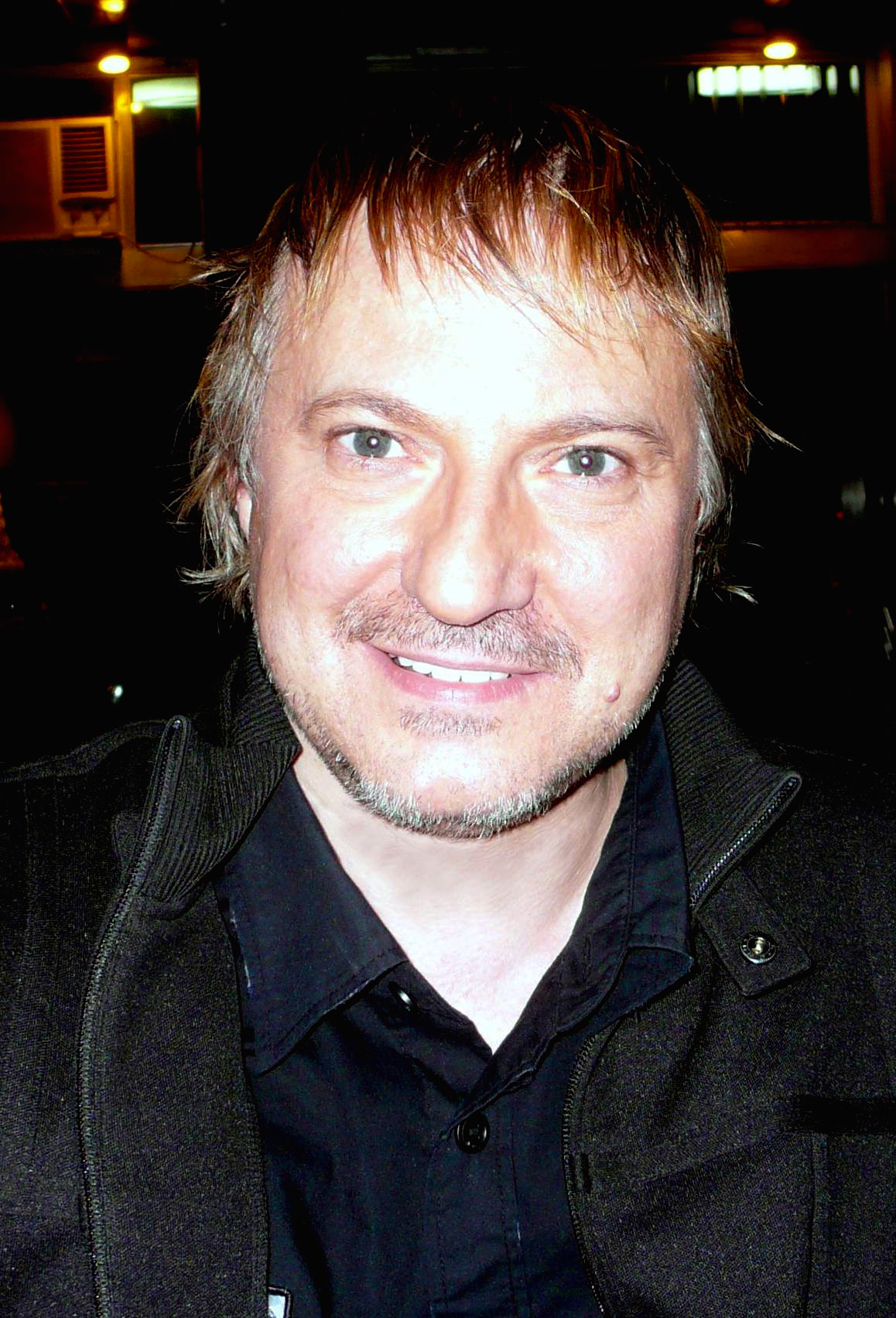
David Vostell in 2009

David Vostell (Keulen, 10 oktober 1960) is een Duits-Spaanse componist en filmregisseur.

## Levensloop
David Vostell is de eerstgeborene van het echtpaar gevormd door de Duitse kunstenaar Wolf Vostell en zijn vrouw Mercedes Guardado Olivenza uit Extremadura (Spanje), die in 1959 in Cáceres trouwden en zich in het jaar 1960 in Keulen vestigden. Vader Vostell en zijn werk vormen van kindsbeen af de persoonlijkheid en het levensbeeld van David. De artistieke omgeving van de jaren zestig en het begin van de jaren zeventig beïnvloeden hem heel sterk. Vrienden van zijn vader, zoals Nam June Paik en Allan Kaprow, met wie hij in zijn jeugdjaren heel wat uren verbrengt, hebben een enorme invloed op hem.

## Werken
In 1978 sloot hij zijn opleiding communicatiemedia af bij de omroep Sender Freies Berlin. Hij deed beroepspraktijk op in het Publiciteitsagentschap TBWA in Frankfurt am Main en tevens als assistent filmmonteur. Hij werkte als filmprojector in bioscopen, ook als fotograaf en in een fotolaboratorium. In 1979 draaide hij samen met vroegere studiegenoten de 8mm experimentele film 36574 Bilder. In 1980 maakte hij een documentaire onder de titel Endogen Depression over de manier waarop Wolf Vostell een installatie.
In 1982 draaide hij de korte film Ginger Hel met Mark Eins, de stichter van de muziekgroep DIN-A Testbild, en met de actrice Panterra Hamm. Het is een extravagant liefdesverhaal uit de Berlijnse underground in het begin van de jaren tachtig. Deze vroege 8mm-film toont zijn speciale affiniteit met muziek: lange ritmische passages en lange cameraopnames. De dialogen en de actie van de acteurs beperken zich tot fundamentele scènes. Zo ontstaat een stilistiek waar de muziek niet alleen de film begeleidt maar even belangrijk is als de beelden. Tussen 1985 en 1989 maakte hij 8 muzikale videofilms.
In 1990 draaide David Vostell in Los Angeles de lange film The Being from Earth in het Engels. Het thema van deze film is het verhaal van een wezen, tussen dier en plant, dat uit het zand van de Mojavewoestijn ontstaan is. Lange bewegingen van de camera. De scènes van de acteurs zijn uitsluitend als fundamentele ogenblikken gedacht. De dialogen zijn op het uiterst noodwendige teruggebracht, en de overvloedige muziek geeft zijn persoonlijke regie te kennen.
In 1992 draaide hij de documentaire Vostell 60 – Rückblick 92 over de retrospective van Wolf Vostell in Keulen. In 1995 werkte hij aan een reeks tekeningen die zijn cinematografische visies weergeven, en hij publiceerde ze in zijn Sketch Book 95/96 and Sketch Book 97/98.
Na het overlijden van Wolf Vostell in 1998 erkende David Vostell zijn verantwoordelijkheid ten opzichte van de erfenis van zijn vader. Van 1998 tot 2001 gaf hij structuur en chronologie aan het Wolf Vostell Archief.
Vanaf 2002 werkte David Vostell in Spanje als componist. In 2003 componeerde hij de Symphonie nr.1 in 2004 de Symphonie nr.2. In 2005 componeerde David Vostell Levensformules, 24 Suites voor 24 essentiële woorden zoals geboorte, liefde en dromen. Het digitale libretto/boekje van de cd visualiseert de 24 woorden in digitaal-fotografische collages, die in directe samenhang met zijn composities staan.
In 2006 componeerde hij het Heelal is Muziek: 16 muziekstukken voor videosequenties van verre sterrenstelsels die door de ruimtetelescoop Hubble naar de Aarde gestuurd worden. Het digitale libretto/boekje van de cd toont 26 digitaal-fotografische collages, die precies en concreet het reizen in de tijd alsmede het zoeken naar onbekende levensvormen in het heelal visualiseren.

## Filmografie
- 1979: 36574 Bilder
- 1980: Endogen Depression
- 1982: Das Porträt
- 1982: E.d.H.R.
- 1982: Ginger Hel
- 1985: Homo Sapiens
- 1985: Lost in Life
- 1985: She is so nice – Musik: DIN A Testbild
- 1985: Tutila
- 1986: Cabala Música
- 1986: Blue way in
- 1987: Blood and Cokee
- 1989: Coma Amazonica
- 1990: The Being from Earth
- 1991: Bestia Pigra
- 1992: Vostell 60 – Rückblick 92

## Discografie
- 2003: Symphony Nº 1
- 2004: Symphony Nº 2
- 2005: Formulas of Life (24 suites)
- 2006: The Universe is Music (Soundtrack)
- 2007: Influences (10 suites)
- 2008: EEM / Erotic Enlightenment Mythologies (9 suites)
- 2009: Voyage inside the human body (Soundtrack)
- 2009: Voyage - human body (7 suites)
- 2009: Benediction (Soundtrack)
- 2010: Prélude (Soundtrack)
- 2010: Serotonin (10 suites)
- 2011: Room (7 suites)
- 2012: My mind (13 suites)
- 2012: In Paradisum  (Soundtrack)
- 2012: The Goddess of Rain (Soundtrack)
- 2012: Valentina (Soundtrack)
- 2013: Woman & Nature near Extinction (Soundtrack)
- 2013: Solid (8 suites)
- 2014: Lone Ride (6 suites)
- 2014: Karma-Base, Volume 1 (9 tracks)
- 2014: Endogen Depression (Soundtrack)
- 2015: L'Uomo - Documental (Soundtrack)
- 2015: L'Uomo - Featurette (Soundtrack)
- 2015: L'Uomo (Soundtrack)
- 2015: Vita (Soundtrack)
- 2015: Cruising at night (Soundtrack)
- 2015: Beautiful Earth (Soundtrack)
- 2015: Biest (3 tracks)
- 2016: Curse (3 tracks)
- 2016: How Sweet It Is To Love (Soundtrack)
- 2017: For you (Soundtrack)
- 2017: Vita II (Soundtrack)
- 2017: Revenge (3 tracks)
- 2018: Ease (3 tracks)

## Digitaal-fotografische collages
- 2005: Formulas of life (24 Digitaal-fotografische collages)
- 2006: The universe is music (26 Digitaal-fotografische collages)
- 2007: Influences (10 Digitaal-fotografische collages)
- 2008: EEM / Erotic Enlightenment Mythologies (9 Digitaal-fotografische collages)
- 2009: Voyage – human body (7 Digitaal-fotografische collages)
- 2010: Serotonin (10 Digitaal-fotografische collages)
- 2011: Room (7 Digitaal-fotografische collages)
- 2012: My mind (13 Digitaal-fotografische collages)